# 奉礪
奉礪（1375年—1436年），本貫河陰，育有二子一女，兒子分別名為克和、克柔。
以『蔭補』制取得官職，多年後官至司憲府的監察，之後，出任昌寧的縣監。世宗十一年（1429年），因女兒被選為王世子嬪的關係，奉礪也迅速的升官，官拜宗簿寺的少尹，翌年，驟陞至僉知敦寧府事，世宗十三年（1431年）六月，官陞至吏曹的參議，同年十月，尋陞為同知摠制，世宗十四年（1432年）三月，陞刑曹的右參判，七月出任兵曹的右參判，世宗十五年（1433年）十二月，官陞至同知敦寧府事，世宗十六年（1434年）九月，任戶曹的右參判，十月任工曹參判，世宗十七年（1435年）九月，任吏曹的參判，世宗十八年（1436年）六月，官拜知敦寧府事。
同年七月七日，奉礪病重，世宗命其女純嬪奉氏探視，七月十二日，奉礪病逝，享年六十二歲（虛歲），世宗輟朝一日，並賜諡“恭肅”（敬事供上曰恭，執心決斷曰肅），同年十一月，純嬪奉氏被廢，司諫院上疏：「奉礪沒有什麼功勞，因為純嬪的關係而官至二品，現在純嬪被廢，建議陛下追奪奉礪的告身。」世宗允許司諫院的請求，下令收回奉礪四品以上的告身及其妻子恭人以上的爵牒。到了世祖十年（1464年）十月，世祖傳旨吏曹、兵曹，將奉礪等人的告身發還。　

## 備註
1. ↑  《朝鮮王朝實錄．世宗實錄》74卷, 18年(1436 丙辰 / 명 정통(正統) 1年) 7月 7日(庚子)
○知敦寧府事奉礪疾劇, 命東宮嬪往省。
2. ↑  《朝鮮王朝實錄．世宗實錄》 74卷, 18年(1436 丙辰 / 명 정통(正統) 1年) 7月 7日(庚子)
○乙巳/知敦寧府事奉礪卒。 礪, 江華府河陰人也。 以蔭補職, 累遷司憲監察, 出爲昌寧縣監。 歲己酉, 以女爲王世子嬪, 超拜宗簿少尹, 翼年, 驟陞至僉知敦寧府事。 辛亥, 遷吏曹參議, 尋陞同知摠制, 歷刑兵吏曹參判。 丙辰, 陞知敦寧府事, 卒年六十二, 輟朝一日, 官庀葬事。 諡恭肅, 敬事供上恭, 執心決斷肅。 有子二人, 克和、克柔。
3. ↑  《朝鮮王朝實錄．世宗實錄》75卷, 18年(1436 丙辰 / 명 정통(正統) 1年) 11月 4日(乙未)
○乙未/司諫院啓: “奉礪無他功勞, 但以純嬪之故, 位至二品, 今純嬪旣廢, 宜追奪礪告身。” 從之, 命收四品以上告身及妻恭人以上爵牒。
4. ↑  《朝鮮王朝實錄．世祖實錄》34卷, 10年(1464 甲申 / 명 천순(天順) 8年) 10月 10日(庚寅)
○傳旨吏、兵曹, 還給崔湛之、鄭有容、姜乙貴、金革、閔壽山、朴文山、李遇陽、趙宏等、李長守、金自江、崔世、呂謨、梁孟智、李芸、田穎、洪應祚、鄭沃卿、金三山、李孟碩、金貴寶、金繼曾、李湛、鄭會、張思禮、柳孝聯、崔命全、李養儉、朴興居、宋成立、閔謹、尹之慮、洪重孫、李承命、李石公、崔賜起、安遇世、奉礪、金學元、權有順、金光石、林善智、奉石柱、李存命、金呂生、金佛丁、林秀、徐俊、崔永南告身, 又還趙允壁、李存命降資